# Max Tobias
Daniel Maurice "Max" Tobias (ur. 9 maja 1885 w Etterbeek – zm. ?) – belgijski piłkarz grający na pozycji pomocnika. Był reprezentantem Belgii.

## Kariera klubowa
Swoją karierę piłkarską Tobias rozpoczął w klubie Racing Club de Bruxelles, w którym zadebiutował w sezonie 1901/1902 w pierwszej lidze belgijskiej. W debiutanckim sezonie wywalczył z nim mistrzostwo Belgii. W 1902 roku przeszedł do Royale Union Saint-Gilloise. Z klubem tym sześciokrotnie wywalczył mistrzostwo Belgii w sezonach 1903/1904, 1904/1905, 1905/1906, 1906/1907, 1908/1909 i 1909/1910 oraz wicemistrzostwo Belgii w sezonie 1907/1908. W sezonie 1910/1911 występował w Milanie, a w sezonie 1911/1912 w RC Malines.

## Kariera reprezentacyjna
W reprezentacji Belgii Tobias zadebiutował 1 maja 1904 w zremisowanym 3:3 meczu Évence Coppée Trophy z Francją, rozegranym w Uccle. Od 1904 do 1908 rozegrał w kadrze narodowej 7 meczów.